# Југославија на Олимпијским играма
Југославија је први пут на Летњим олимпијским играма учествовала 1920. године под заставом и именом Краљевине Срба, Хрвата и Словенаца. На својим првим Олимпијским играма Југославија је имала укупно седамнаест представника. који су се такмичили у једином спорту у којем је узела учешће, фудбалу. На свом првом учешћу Југославија није освојила ниједну медаљу. Фудбалери су на олимпијском фудбалском турниру заузели четрнаесто место са два пораза из две утакмице.
Пре овог првог учешћа, спортисти из Хрватске, Словеније и са територије Војводине су учествовали на олимпијадама такмичећи се за Аустрију или Мађарску јер су пре Првог светског рата
ове територије припадале Аустроугарској, а међу овим спортистима били су и освајачи олимпијских медаља Момчило Тапавица, Милан Нералић и Рудолф Цветко. Краљевина Србија је као самостална држава имала своја два представника још на Олимпијади 1912. године.
Југославија је била представљана од стране спортиста под четири различита имена држава:
- Краљевина Југославија (званично Краљевина Срба, Хрвата и Словенаца до 1929) од 1920–1936
- Федеративна Народна Република Југославија од 1948. до 1963.
- Социјалистичка Федеративна Република Југославија од 1963. до 1992. ЗОИ
- Савезна Република Југославија, формирана од заједнице две државе Србије и Црне Горе у периоду од 1996–2002

Две од Југославије отцепљене државе, Хрватска и Словенија, су своја такмичења на олимпијадама као независни тимови почели од ЗОИ 1992.. На Летњим олимпијским играма 1992. у Барселони су као независни такмичари учествовали спортисти из СР Југославије и Македоније зато што су Уједињене нације увеле међународне санкције Југославији, а Олимпијски комитет Македоније још није био оформљен. Од ЛОИ 2008. свих шест бивших република Југославије се независно такмиче на Олимпијским играма.
Југославија је била домаћин Зимских олимпијских игара 1984. у Сарајеву, а Београд је био кандидат за домаћина Летњих олимпијских игара 1992.

## Учествовање на олимпијским играма
| Држава                | Код | Прве игре | Последње игре |
| --------------------- | --- | --------- | ------------- |
| Краљевина Југославија |     | 1920 ЛОИ  | 1936 ЛОИ      |
| Југославија           | YUG | 1948 ЗОИ  | 1992 ЗОИ      |
| Независни учесници    | IOP | 1992 ЛОИ  | 1992 ЛОИ      |
| СР Југославија        | YUG | 1996 ЛОИ  | 2002 ЗОИ      |
| Србија и Црна Гора    | SCG | 2004 ЛОИ  | 2006 ЗОИ      |

## Медаље

### Летње олимпијске игре

#### Учешће и освојене медаље на ЛОИ
| Учешће и освојене медаље на ЗОИ |                      |        |          |       |       |       |        |        |        |         |
| ЛОИ                             | Носилац заставе      | Учешће | Мушкарци | Жене  | Спорт | Злато | Сребро | Бронза | Укупно | Пласман |
| 1920. Антверпен                 |                      | 15     | 15       | 0     | 1     | 0     | 0      | 0      | 0      |         |
| 1924. Париз                     | Станко Перпар        | 42     | 42       | 0     | 9     | 2     | 0      | 0      | 2      | 14      |
| 1928. Амстердам                 | Димитрије Стефановић | 34     | 34       | 0     | 6     | 1     | 1      | 3      | 5      | =21     |
| 1932. Лос Анђелес               | Вељко Наранчић       | 1      | 1        | 0     | 1     | 0     | 0      | 0      | 0      |         |
| 1936. Берлин                    | Милан Степишник      | 93     | 78       | 15    | 13    | 0     | 1      | 0      | 1      | =25     |
| 1948. Лондон                    | Божо Гркинић         | 90     | 79       | 11    | 8     | 0     | 2      | 0      | 2      | 24      |
| 1952. Хелсинки                  | Ото Ребула           | 87     | 77       | 10    | 11    | 1     | 2      | 0      | 3      | =21     |
| 1956. Мелбурн                   | Здравко Ковачић      | 35     | 32       | 3     | 8     | 0     | 3      | 0      | 3      | 26      |
| 1960. Рим                       | Радован Радовић      | 116    | 107      | 9     | 14    | 1     | 1      | 0      | 2      | =18     |
| 1964. Токио                     | Мирослав Церар       | 75     | 72       | 3     | 9     | 2     | 1      | 2      | 5      | 19      |
| 1968. Мексико Сити              | Бранислав Симић      | 69     | 59       | 10    | 11    | 3     | 3      | 2      | 8      | 16      |
| 1972. Минхен                    | Мирко Сандић         | 126    | 113      | 13    | 15    | 2     | 1      | 2      | 5      | 20      |
| 1976. Монтреал                  | Хрвоје Хорват        | 88     | 83       | 5     | 14    | 2     | 3      | 3      | 8      | 16      |
| 1980. Москва                    | Матија Љубек         | 164    | 136      | 28    | 17    | 2     | 3      | 4      | 9      | 14      |
| 1984. Лос Анђелес               | Дражен Далипагић     | 139    | 105      | 34    | 9     | 7     | 4      | 7      | 18     | 9       |
| 1988. Сеул                      | Матија Љубек         | 155    | 117      | 38    | 9     | 3     | 4      | 5      | 12     | 16      |
| Укупно                          |                      |        | 1.329    | 1.150 | 179   | 26    | 29     | 28     | 83     | 33      |

#### Преглед учешћа спортиста Југославије и освојених медаља по спортовима на ЛОИ
| Спорт          | Период | Период   | Укупно | Мушкарци | Жене | Злато | Сребро | Бронза | Укупно |
| Спорт          | Прво   | Последње | Укупно | Мушкарци | Жене | Злато | Сребро | Бронза | Укупно |
| -------------- | ------ | -------- | ------ | -------- | ---- | ----- | ------ | ------ | ------ |
| Атлетика       | 1924   | 1988     | 135    | 107      | 28   | 0     | 2      | 0      | 2      |
| Бициклизам     | 1924   | 1988     | 43     | 43       | 0    | 0     | 0      | 0      | 0      |
| Бокс           | 1952   | 1988     | 36     | 36       | 0    | 3     | 2      | 6      | 11     |
| Ватерполо      | 1936   | 1988     | 73     | 73       | 0    | 3     | 4      | 0      | 7      |
| Веслање        | 1936   | 1988     | 109    | 109      | 0    | 1     | 1      | 3      | 5      |
| Гимнастика     | 1924   | 1988     | 78     | 45       | 33   | 5     | 2      | 4      | 11     |
| Дизање тегова  | 1972   | 1980     | 4      | 4        | 0    | 0     | 0      | 0      | 0      |
| Једрење        | 1936   | 1988     | 12     | 12       | 0    | 0     | 0      | 0      | 0      |
| Кајак и кану   | 1936   | 1988     | 27     | 27       | 0    | 2     | 2      | 1      | 5      |
| Коњички спорт  | 1924   | 1984     | 4      | 4        | 0    | 0     | 0      | 0      | 0      |
| Кошарка        | 1960   | 1988     | 91     | 62       | 29   | 1     | 4      | 2      | 7      |
| Мачевање       | 1928   | 1960     | 16     | 13       | 3    | 0     | 0      | 0      | 0      |
| Одбојка        | 1980   | 1980     | 12     | 12       | 0    | 0     | 0      | 0      | 0      |
| Пливање        | 1924   | 1988     | 45     | 39       | 6    | 1     | 1      | 0      | 2      |
| Рвање          | 1924   | 1988     | 54     | 54       | 0    | 4     | 6      | 6      | 14     |
| Рукомет        | 1972   | 1988     | 85     | 54       | 31   | 3     | 1      | 1      | 5      |
| Скокови у воду | 1936   | 1936     | 1      | 1        | 0    | 0     | 0      | 0      | 0      |
| Стони тенис    | 1988   | 1988     | 5      | 3        | 2    | 0     | 1      | 1      | 2      |
| Стреличарство  | 1976   | 1980     | 2      | 2        | 0    | 0     | 0      | 0      | 0      |
| Стрељаштво     | 1936   | 1988     | 30     | 23       | 7    | 2     | 0      | 1      | 3      |
| Тенис          | 1924   | 1988     | 4      | 3        | 1    | 0     | 0      | 0      | 0      |
| Фудбал         | 1920   | 1988     | 146    | 146      | 0    | 1     | 3      | 1      | 5      |
| Џудо           | 1972   | 1988     | 15     | 15       | 0    | 0     | 0      | 2      | 2      |
| Укупно (23)    |        |          | 1027   | 887      | 140  | 26    | 29     | 28     | 83     |

Разлика у горње две табеле од 302 учесника (263 мушкарca и 39 жена) настала је у овој табели јер је сваки спортиста без обриза колико је пута учествовао на играма и у колико разних дисциплина и спортова на истим играма рачунат само једном.

#### Освајачи медаља на ЛОИ
| Медаља | Такмичар(и) | ЛОИ                | Спорт       | Дисциплина                |
| ------ | --- | ------------------ | ----------- | ------------------------- |
|        | Леон Штукељ | 1924. Париз        | Гимнастика  | вратило                   |
|        | Леон Штукељ | 1924. Париз        | Гимнастика  | вишебој                   |
|        | Леон Штукељ | 1928. Амстердам    | Гимнастика  | кругови                   |
|        | Дује Боначић, Велимир Валента Мате Тројановић, Петар Шегвић | 1952. Хелсинки     | Веслање     | скиф                      |
|        | Милутин Шошкић, Владимир Дурковић, Фахрудин Јусуфи, Анте Жанетић, Новак Рогановић, Жељко Перушић, Андрија Анковић, Душан Маравић, Томислав Кнез, Милан Галић, Боривоје Костић, Благоје Видинић, Александар Козлина, Жељко Матуш, Велимир Сомболац, Силвестер Такач | 1960. Рим          | Фудбал      | фудбал                    |
|        | Мирослав Церар | 1964. Токио        | Гимнастика  | коњ са хватаљкама         |
|        | Бранислав Симић | 1964. Токио        | Рвање       | до 87 кг                  |
|        | Ђурђа Бједов | 1968. Мексико сити | Пливање     | 100 м прсно               |
|        | Мирослав Церар | 1968. Мексико сити | Гимнастика  | коњ са хватаљкама         |
|        | Озрен Боначић, Дејан Дабовић, Здравко Хебел, Зоран Јанковић, Роналд Лопатни, Урош Маровић, Ђорђе Перишић, Мирослав Пољак, Мирко Сандић, Карло Стипанић, Иво Трумбић | 1968. Мексико сити | Ватерполо   | мушкарци                  |
|        | Мате Парлов | 1972. Минхен       | Бокс        | полутешка                 |
|        | Абас Арсланагић, Чедомир Бугарски, Петар Фајфрић, Хрвоје Хорват, Милорад Каралић, Ђорђе Лаврнић, Милан Лазаревић, Здравко Миљак, Слободан Мишковић, Бранислав Покрајац, Небојша Поповић, Мирослав Прибанић, Добривоје Селец, Албин Видовић, Зденко Зорко, Зоран Живковић | 1972. Минхен       | Рукомет     | мушкарци                  |
|        | Матија Љубек | 1976. Монтреал     | Кану        | Ц—1 1.000 м               |
|        | Момир Петковић | 1976. Монтреал     | Рвање       | до 82 кг                  |
|        | Слободан Качар | 1980. Москва       | Бокс        | до 81 кг                  |
|        | Андро Кнего, Драган Кићановић, Рајко Жижић, Миховил Накић, Жељко Јерков, Бранко Скроче, Зоран Славнић, Крешимир Ћосић, Ратко Радовановић, Дује Крстуловић, Дражен Далипагић, Мирза Делибашић | 1980. Москва       | Кошарка     | мушкарци                  |
|        | Антон Јосиповић | 1984. Лос Анђелес  | Бокс        | до 81 кг                  |
|        | Милорад Кривокапић, Дени Лушић, Зоран Петровић, Божо Вулетић, Веселин Ђухо, Зоран Роје, Миливоје Бебић, Перица Букић, Горан Сукно, Томислав Пашквалин, Игор Милановић, Драган Андрић, Андрија Поповић | 1984. Лос Анђелес  | Ватерполо   | мушкарци                  |
|        | Јасна Птујец, Мирјана Огњеновић, Зорица Павичевић, Љубица Јанковић, Светлана Атанасовска, Светлана Китић, Емилија Ерчић, Аленка Цудерман, Светлана Мугоша, Мирјана Ђурица, Славица Ђукић, Јасна Мердан Колар, Љиљана Мугоша, Драгица Ђурић | 1984. Лос Анђелес  | Рукомет     | жене                      |
|        | Златан Арнаутовић, Момир Рнић, Веселин Вуковић, Милан Калина, Јовица Елезовић, Здравко Зовко, Бранко Штрбац, Павле Јурина, Веселин Вујовић, Роландо Пушник, Слободан Кузмановски, Мирко Башић, Драган Младеновић, Здравко Рађеновић, Миле Исаковић | 1984. Лос Анђелес  | Рукомет     | мушкарци                  |
|        | Матија Љубек, Мирко Нишавић | 1984. Лос Анђелес  | Кану        | Ц-2 500 м                 |
|        | Шабан Трстена | 1984. Лос Анђелес  | Рвање       | до 52 слободни            |
|        | Владо Лисјак | 1984. Лос Анђелес  | Рвање       | до 68 грчко-римски        |
|        | Јасна Шекарић | 1988. Сеул         | Стрељаштво  | 10 м. вазд. пиштољ        |
|        | Горан Максимовић | 1988. Сеул         | Стрељаштво  | 10 м. вазд. пушка         |
|        | Александар Шоштар, Дени Лушић, Дубравко Шименц, Перица Букић, Веселин Ђухо, Драган Андрић, Мирко Вичевић, Игор Гочанин, Мислав Безмалиновић, Томислав Пашквалин, Игор Милановић, Горан Рађеновић, Ренцо Посинковић | 1988. Сеул         | Ватерполо   | мушкарци                  |
|        | Јосип Приможич | 1928 Амстердам     | Гимнастика  | разбој                    |
|        | Леон Штукељ | 1936. Берлин       | Гимнастика  | кругови                   |
|        | Иван Губијан | 1948. Лондон       | Атлетика    | кладиво                   |
|        | Фрањо Шоштарић, Мирослав Брозовић, Бранко Станковић, Златко Чајковски, Александар Атанацковић, Првослав Михајловић, Рајко Митић, Фрањо Вефл, Стјепан Бобек, Жељко Чајковски, Љубомир Ловрић, Звонимир Цимерманчић, Бернард Вукас, Иван Јазбиншек, Ратко Кацијан, Фране Матошић, Бела Палфи, Миодраг Јовановић, Коста Томашевић, Јосип Такач, Божо Брокета, Александар Петровић | 1948. Лондон       | Фудбал      | мушкарци                  |
|        | Владимир Беара, Бранко Станковић, Томислав Црнковић, Златко Чајковски, Иван Хорват, Вујадин Бошков, Тихомир Огњанов, Рајко Митић, Бернард Вукас, Стјепан Бобек, Бранко Зебец, Душан Цветковић, Милорад Дискић, Ратко Чолић, Славко Луштица, Здравко Рајков, Владимир Чонч, Владимир Фирм                                                                                       | 1952. Хелсинки     | Фудбал      | мушкарци                  |
|        | Здравко Ковачић, Вељко Бакашун, Иво Штакула, Бошко Вуксановић, Ивица Куртини, Ловро Радоњић, Здравко Јежић, Јурај Амшел, Владо Ивковић, Марко Браиновић, Драгослав Шиљак | 1952. Хелсинки     | Ватерполо   | мушкарци                  |
|        | Фрањо Михалић | 1956. Мелбурн      | Атлетика    | маратон                   |
|        | Сава Антић, Ибрахим Биоградлић, Младен Кошчак, Доброслав Крстић, Лука Липошиновић, Мухамед Мујић, Златко Папец, Петар Раденковић, Никола Радовић, Иван Шантек, Драгослав Шекуларац, Љубиша Спајић, Тодор Веселиновић, Благоје Видинић, Владица Поповић, Јошко Видошевић, Круно Радиљевић                                                                                       | 1956. Мелбурн      | Фудбал      | мушкарци                  |
|        | Иво Ципци, Томислав Фрањковић, Владо Ивковић, Здравко Јежић, Хрвоје Качић, Здравко Ковачић, Ловро Радоњић, Маријан Жужеј, Јурај Амшел, Иво Штакула, Бошко Вуксановић | 1956. Мелбурн      | Ватерполо   | мушкарци                  |
|        | Бранислав Мартиновић | 1960. Рим          | Рвање       | до 67 кг грчко-римски     |
|        | Озрен Боначић, Зоран Јанковић, Милан Мушкатировић, Анте Нардели, Фране Нонковић, Винко Росић, Мирко Сандић, Златко Шименц, Божидар Станишић, Карло Стипанић и Иво Трумбић | 1964. Токио        | Ватерполо   | мушкарци                  |
|        | Ђурђа Бједов | 1968. Мексико сити | Пливање     | 200 м прсно               |
|        | Стеван Хорват | 1968. Мексико сити | Рвање       | до 70 кг                  |
|        | Драгутин Чермак, Крешимир Ћосић, Владимир Цветковић, Иво Данеу, Радивој Кораћ, Зоран Мароевић, Никола Плећаш, Трајко Рајковић, Драгослав Ражнатовић, Петар Сканси, Дамир Шолман, Аљоша Жорга | 1968. Мексико Сити | Кошарка     | мушкарци                  |
|        | Јосип Чорак | 1972. Минхен       | Рвање       | до 90 кг грчко-римски     |
|        | Благоја Георгијевски, Драган Кићановић, Винко Јеловац, Рајко Жижић, Жељко Јерков, Андро Кнего, Зоран Славнић, Крешимир Ћосић, Дамир Шолман, Жарко Варајић, Дражен Далипагић, Делибашић | 1976. Монтреал     | Кошарка     | мушкарци                  |
|        | Иван Фргић | 1976. Монтреал     | Рвање       | до 57 кг грчко-римски     |
|        | Тадија Качар | 1976. Монтреал     | Бокс        | полусредња                |
|        | Лука Везилић, Зоран Гопчевић, Дамир Полић, Ратко Рудић, Зоран Мустур, Зоран Роје, Миливој Бебић, Слободан Трифуновић, Бошко Лозица, Предраг Манојловић, Милорад Кривокапић | 1980. Москва       | Ватерполо   | мушкарци                  |
|        | Ана Титлић, Славица Јеремић, Зорица Војиновић, Радмила Дрљача, Катица Илеш, Мирјана Огњеновић, Светлана Анастасовска, Радмила Савић, Светлана Китић, Мирјана Ђурица, Бисерка Вишњић, Весна Радовић, Јасна Мердан, Весна Милошевић | 1980. Москва       | Рукомет     | жене                      |
|        | Зоран Панчић, Милорад Станулов | 1980. Москва       | Веслање     | дубл скул                 |
|        | Матија Љубек, Мирко Нишовић | 1984. Лос Анђелес  | Кану        | Ц—2 500 м                 |
|        | Матија Љубек, Мирко Нишовић | 1984. Лос Анђелес  | Кану        | Ц—2 1.000 м               |
|        | Реџеп Реџеповски | 1984. Лос Анђелес  | Бокс        | мува                      |
|        | Рефик Мемишевић | 1984. Лос Анђелес  | Рвање       | преко 100 кг грчко-римски |
|        | Шабан Трстена | 1988. Сеул         | Рвање       | до 52 слободни            |
|        | Зоран Приморац, Илија Лупулеску | 1988. Сеул         | Стони тенис | мушки парови              |
|        | Стојна Вангеловска, Мара Лакић, Жана Лелас, Елеонора Вилд, Корнелија Квесић, Данира Накић, Слађана Голић, Полона Дорник, Разија Мујановић, Весна Бајкуша, Анђелија Арбутина, Бојана Милошевић | 1988. Сеул         | Кошарка     | жене                      |
|        | Дражен Петровић, Здравко Радуловић, Зоран Чутура, Тони Кукоч, Жарко Паспаљ, Желимир Обрадовић, Јуре Здовц, Стојко Вранковић, Владе Дивац, Фрањо Араповић, Дино Рађа, Данко Цвјетичанин | 1988. Сеул         | Кошарка     | мушкарци                  |
|        | Леон Штукељ | 1928. Амстердам    | Гимнастика  | вишебој                   |
|        | Стане Дерганц | 1928. Амстердам    | Гимнастика  | прескок                   |
|        | Леон Штукељ, Јосип Приможич, Стане Дерганц, Борис Грегорка, Антон Малеј, Едвард Антосијевич, Јанез Порента, Драгутин Циоти | 1928. Амстердам    | Гимнастика  | вишебој екипно            |
|        | Бранко Мартиновић | 1964. Токио        | Рвање       | до 63 кг грчко-римски     |
|        | Мирослав Церар | 1964. Токио        | Гимнастика  | вратило                   |
|        | Бранислав Симић | 1968. Мексико сити | Рвање       | до 87 кг грчко-римски     |
|        | Звонко Вујин | 1968. Мексико сити | Бокс        | лака                      |
|        | Милан Ненадић | 1972. Минхен       | Рвање       | до 82 кг грчко-римски     |
|        | Звонко Вујин | 1972. Минхен       | Бокс        | полувелтер                |
|        | Матија Љубек | 1976. Монтреал     | Кану        | Ц—1 500 м                 |
|        | Аце Русевски | 1976. Монтреал     | Бокс        | лака                      |
|        | Славко Обадов | 1976. Монтреал     | Џудо        | средња                    |
|        | Шабан Сеиди | 1980. Москва       | Рвање       | до 68 слободни            |
|        | Радомир Ковачевић | 1980. Москва       | Џудо        | средња                    |
|        | Златко Целент, Душко Мрдуљаш, Јосип Реић | 1980. Москва       | Веслање     | двојац са кормиларом      |
|        | Вера Ђурашковић, Мерсада Бећирспахић, Јелица Комненовић, Мира Бједов, Вукица Митић, Сања Ожеговић, Софија Пекић, Марија Тонковић, Зорица Ђурковић, Весна Деспотовић, Јасмина Перазић, Биљана Мајсторовић | 1980. Москва       | Кошарка     | жене                      |
|        | Шабан Сеиди | 1984. Лос Анђелес  | Рвање       | до 74 слободни            |
|        | Јожеф Тертеи | 1984. Лос Анђелес  | Рвање       | до 100 грчко-римски       |
|        | Мирко Пузовић | 1984. Лос Анђелес  | Бокс        | полувелтер                |
|        | Азиз Салиху | 1984. Лос Анђелес  | Бокс        | супертешка                |
|        | Зоран Панчић, Милорад Станулов | 1984. Лос Анђелес  | Веслање     | дубл скул                 |
|        | Дражен Петровић, Александар Петровић, Небојша Зоркић, Рајко Жижић, Иван Сунара, Емир Мутапчић, Сабит Хаџић, Андро Кнего, Ратко Радовановић, Миховил Накић, Дражен Далипагић, Бранко Вукићевић | 1984. Лос Анђелес  | Кошарка     | мушкарци                  |
|        | Томислав Ивковић, Мирсад Баљић, Сречко Катанец, Марко Елзнер, Љубомир Радановић, Адмир Смајић, Ненад Грачан, Милко Ђуровски, Мехмед Баждаревић, Борислав Цветковић, Јовица Николић, Бранко Миљуш, Владо Чапљић, Иван Пудар, Стјепан Деверић, Драган Стојковић, Митар Мркела | 1984. Лос Анђелес  | Фудбал      | мушкарци                  |
|        | Јасна Шекарић | 1988. Сеул         | Стрељаштво  | 25 м. МК. пиштољ          |
|        | Бојан Прешерн, Садик Мујкић | 1988. Сеул         | Веслање     | двојац без кормилара      |
|        | Јасна Фазлић, Гордана Перкучин | 1988. Сеул         | Стони тенис | женски парови             |
|        | Мирко Башић, Момир Рнић, Златко Сарачевић, Изток Пуц, Горан Перковац, Ирфан Смајлагић, Златко Портнер, Веселин Вујовић, Јожеф Холперт, Алваро Начиновић, Слободан Кузмановски, Ермин Велић, Мухамед Мемић, Роландо Пушник, Борис Јарак | 1988. Лос Анђелес  | Рукомет     | мушкарци                  |
|        | Дамир Шкаро | 1988. Сеул         | Бокс        | полутешка                 |

### Зимске олимпијске игре

#### Учешће и освојене медаље на ЗОИ
| Учешће и освојене медаље на ЗОИ |                  |                  |                  |                  |                  |                  |                  |                  |                  |                  |
| ЗОИ                             | Носилац заставе  | Учешће           | Мушкарци         | Жене             | Спорт            | Злато            | Сребро           | Бронза           | Укупно           | Пласман          |
| 1924. Шамони                    | Душан Зинаја     | 4                | 4                | 0                | 1                | 0                | 0                | 0                | 0                | -                |
| 1928. Санкт Мориц               |                  | 6                | 6                | 0                | 1                | 0                | 0                | 0                | 0                | -                |
| 1932. Лејк Плесид               | Није учествовала | Није учествовала | Није учествовала | Није учествовала | Није учествовала | Није учествовала | Није учествовала | Није учествовала | Није учествовала | Није учествовала |
| 1936. Гармиш-Партенкирхен       |                  | 17               | 17               | 0                | 4                | 0                | 0                | 0                | 0                | -                |
| 1948. Санкт Мориц               |                  | 17               | 17               | 0                | 4                | 0                | 0                | 0                | 0                | -                |
| 1952. Осло                      |                  | 6                | 4                | 2                | 3                | 0                | 0                | 0                | 0                | -                |
| 1956. Корзина д'Ампецо          |                  | 17               | 12               | 5                | 3                | 0                | 0                | 0                | 0                | -                |
| 1960. Скво Вали                 | Није учествовала | Није учествовала | Није учествовала | Није учествовала | Није учествовала | Није учествовала | Није учествовала | Није учествовала | Није учествовала | Није учествовала |
| 1964. Инзбрук                   |                  | 31               | 29               | 2                | 4                | 0                | 0                | 0                | 0                | -                |
| 1968. Гренобл                   |                  | 30               | 29               | 1                | 4                | 0                | 0                | 0                | 0                | -                |
| 1972. Сапоро                    |                  | 26               | 26               | 0                | 4                | 0                | 0                | 0                | 0                | -                |
| 1976. Инзбрук                   |                  | 28               | 27               | 1                | 4                | 0                | 0                | 0                | 0                | -                |
| 1980. Лејк Плесид               | Бојан Крижај     | 15               | 11               | 4                | 5                | 0                | 0                | 0                | 0                | -                |
| 1984. Сарајево                  | Јуре Франко      | 72               | 59               | 13               | 10               | 0                | 1                | 0                | 1                | 14               |
| 1984. Калгари                   | Бојан Крижај     | 22               | 16               | 6                | 7                | 0                | 2                | 1                | 3                | 14               |
| 1992. Албертвил                 |                  | 25               | 22               | 3                | 6                | 0                | 0                | 0                | 0                | -                |
| Укупно                          |                  | 316              | 279              | 37               |                  | 0                | 3                | 1                | 4                | 37               |

#### Преглед учешћа спортиста Југославије и освојених медаља по спортовима на ЗОИ
| Спорт                 | Период | Период   | Укупно | Мушки | Жене | Злато | Сребро | Бронза | Укупно |
| Спорт                 | Прво   | Последње | Укупно | Мушки | Жене | Злато | Сребро | Бронза | Укупно |
| --------------------- | ------ | -------- | ------ | ----- | ---- | ----- | ------ | ------ | ------ |
| Алпско скијање        | 1936   | 1992     | 56     | 42    | 14   | 0     | 2      | 0      | 2      |
| Биатлон               | 1980   | 1992     | 9      | 9     | 0    | 0     | 0      | 0      | 0      |
| Боб                   | 1984   | 1992     | 11     | 11    | 0    | 0     | 0      | 0      | 0      |
| Брзо клизање          | 1984   | 1992     | 6      | 4     | 2    | 0     | 0      | 0      | 0      |
| Нордијска комбинација | 1936   | 1984     | 7      | 7     | 0    | 0     | 0      | 0      | 0      |
| Санкање               | 1984   | 1992     | 5      | 4     | 1    | 0     | 0      | 0      | 0      |
| Скијашки скокови      | 1936   | 1988     | 32     | 32    | 0    | 0     | 1      | 1      | 2      |
| Скијашко трчање       | 1924   | 1992     | 49     | 39    | 10   | 0     | 0      | 0      | 0      |
| Уметничко клизање     | 1980   | 1988     | 3      | 1     | 2    | 0     | 0      | 0      | 0      |
| Хокеј на леду         | 1964   | 1984     | 59     | 59    | 0    | 0     | 0      | 0      | 0      |
| Укупно (10)           |        |          | 237    | 208   | 29   | 0     | 3      | 1      | 4      |

Разлика у горње две табеле од 79 учесника (71 мушкарац и 8 жена) настала је у овој табели јер је сваки спортиста без обзира колико је пута учествовао на играма и у колико разних дисциплина и спортова на истим играма рачунат само једном.

#### Освајачи медаља на ЗОИ
| Медаља | Такмичар(и)                                             | ЗОИ            | Спорт            | Дисциплина  |
| ------ | ------------------------------------------------------- | -------------- | ---------------- | ----------- |
|        | Јуре Франко                                             | 1984. Сарајево | Алпско скијање   | велеслалом  |
|        | Матеја Свет                                             | 1988. Калгари  | Алпско скијање   | слалом      |
|        | Примож Улага, Матјаж Зупан, Матјаж Дебелак, Миран Тепеш | 1988. Калгари  | Скијашки скокови | екипно      |
|        | Матјаж Дебелак                                          | 1988. Калгари  | Скијашки скокови | појединачно |

### Освојене медаље на ОИ
| Освојене медаље на ОИ |       |        |        |        |
| ОИ                    | Злато | Сребро | Бронза | Укупно |
| ЗОИ                   | 26    | 29     | 28     | 83     |
| ЗОИ                   | 0     | 3      | 1      | 4      |
| Укупно                | 26    | 32     | 29     | 87     |

## Занимљивости
- Најмлађи учесник: Јадран Радовчић, 13 година и 184 дана Минхен 1972. веслање (кормилар)
- Најстарији учесник: Франц Петернел, 47 година и 257 дана Москва 1980. стрељаштво
- Највише медаља: Леон Штукељ 6 гимнастика
- Прва медаља: Леон Штукељ, гимнастика - вратило
- Прво злато: Леон Штукељ, гимнастика - вратило
- Најбољи пласман на ЛОИ: 9 1984. Лос Анђелес
- Најбољи пласман на ЗОИ: 14 1988. Калгари и 14 1984. Сарајево